# Isador Turover
Isador (Isaac) Samuel Turover (* 8. Juli 1892 in Sochaczew, Polen; † 16. Oktober 1978 in Washington, D.C.) war ein US-amerikanischer Schachmeister.

## Lebenslauf
Turovers Eltern waren polnische Juden. Er wanderte zuerst nach Belgien aus und dann weiter in die USA. Von 1918 bis 1921 war er der Meister der Stadt Baltimore und gewann 1918 die Meisterschaft von Washington D.C. 1920 belegte er bei dieser Meisterschaft den 2. Platz hinter Wladimir Sournin.
Beim 8. amerikanischen Schachkongress 1921 in Atlantic City erreichte er den 8. Platz bei zwölf Teilnehmern beim Sieg von Dawid Janowski. Bei dem Turnier 1928 in Bradley Beach, New Jersey, das von Abraham Kupchik gewonnen wurde, kam er auf den 4. Platz. Ein Jahr später belegte er in Bradley Beach den 3. Platz. Das Turnier wurde von Alexander Aljechin gewonnen. Dabei ließ er Frank James Marshall, Herman Steiner, Maurice Fox und andere hinter sich. In New York 1931 kam José Raúl Capablanca auf den ersten Platz, Turover erreichte den 8. Platz. 1944 belegte er beim Turnier in Ventnor City, New Jersey den 10. (und letzten) Platz; Jacob Levin gewann das Turnier.
Turover lebte in der Gegend von Washington und war recht erfolgreich im Holzgeschäft. Er heiratete Bessie Levin und hatte drei Töchter: Sylvia, Naomi und Ruth. Turover wurde Direktor der American Chess Foundation. Er ist auch als Schachmäzen und Philanthrop bekannt. Er sponserte Bobby Fischers Teilnahme am Interzonenturnier in Stockholm 1962. Sein Leben lang stiftete er Geldpreise und andere Auszeichnungen für Glanzleistungen im Schach. Beispielsweise stiftete Turover 1930 beim Turnier in San Remo einen Glanzleistungspreis von 500 Lire. Viele Jahre später, 1973, verlieh Turover David Bronstein zwei Magnumflaschen feinsten französischen Champagners für eine Glanzleistung in einer Partie gegen Ljubomir Ljubojević. 1974 stiftete er den jährlichen World Brilliancy Prize; der erste Gewinner war Michael Stean, der für seinen Sieg gegen Walter Shawn Browne bei der 21. Schacholympiade in Nizza 1000 Dollar erhielt.
Seine höchste historische Elo-Zahl war 2578, die er 1930 erreichte. Damit lag er auf Platz 29 der nachträglich berechneten Weltrangliste.